# II. Szarduri
II. Szarduri (sar5-du-ri, asszír Sardaurri, ur. i. e. 764 – i. e. 735) Urartu királya, I. Argisti fia. Uralkodása idején érte el az ország első fénykorának legnagyobb kiterjedését i. e. 745-ben, amely után azonban válság következett. Uralkodását az urartui hatalom aranykorának is nevezik. Hatalma csúcsán Tuspában hatalmas falat emelt, amelynek felirata:

„A fenséges király, a hatalmas király, király a világmindenség királya, Nairi ura, akivel egy király sem egyenlő, a csodálatos pásztor, a csaták hőse, a király, aki megalázta azokat, akik nem tisztelték hatalmát”

– II. Szarduri, Tuspa

## Uralkodása

### A sikerek
Trónra kerülésének ideje bizonytalan, talán valamikor i. e. 760 körül történt. Mivel azonban Argisti még életben lehetett ekkor, esetleg társuralkodóként kezdte pályafutását. Szarduri apja nagybirodalmat hagyott fiára, amelyet folytonos hódító hadjáratok során kovácsolt össze. Szarduri évkönyveit már 1915-ben megtalálták, amely sok információval szolgált a hadjáratairól, de erősen rongált állapota miatt ezek sorrendje nem állapítható meg biztosan. A korrelációhoz csak két név szolgálhat alapul, a melídi Szasziban székelő Sakhu fia, Khilaruada, és annak fia, Szulumal herceg említése. Az biztos, hogy felkeléseket kellett levernie Mana területén, ahol a médek lázongtak, sőt még ennél is délebbre, a Dijála folyó völgyében. Ez arra utal, hogy – legalábbis uralkodása kezdetén – Urartu hatalma már nem csak az Asszíriával északról határos hegyvidékekre terjedt ki, hanem a Babilonnal keletről szomszédos hegységre, sőt a tulajdonképpeni Mezopotámia egyes részeire is Esnunna és Dér térségében (a mai Irak Dijála kormányzósága). Újra hadat kellett viselnie Supriával, valamint elfoglalta Melíd és Kumaha területét is. Északon Eriahi (az Ararát-hegytől északra) ellen viselt hadat. Évkönyvei alapján hadjárataiban 12 735 férfit és 46 600 nőt zsákmányolt.
Ezek a sikeres hadjáratok kizárólag Szarduri évkönyveiből ismertek, más bizonyíték nincs rájuk. A vele egy időben uralkodó III. Assur-dán és V. Assur-nirári inkább Asszíria délnyugati határvidékein voltak aktívak, az előbbi egészen Izraelig portyázott, elfoglalva az attól kezdve Szamáriának nevezett területet és kitelepítve annak zsidó lakosságát. A szíriai királyságok joggal érezték fenyegetve magukat Asszíria részéről. Szarduri kihasználta ezt, és Kumaha elfoglalása után Asszíria ellenségeként, Szíria védnökeként lépett fel, létrehozva a szíriai védelmi koalíciót, amelynek vezetője Arpad városa lett. Ez a nyerő széria egészen i. e. 743-ig tartott, mivel i. e. 745-ben trónra került Asszíriában III. Tukulti-apil-ésarra.

### A kudarcok
Tukulti-apil-ésarra i. e. 743-ban, a belső reformokkal eltöltött két év – melynek során például átvette az urartui közigazgatási mintát – után Kumaha ellen indult, amellyel egyértelműen az volt a stratégiai cél, hogy Urartut elválassza Szíriától. Kistannál a szíriai, Halpánál az urartui haderőt verte szét. Szarduri kénytelen volt úgy menekülni az Eufrátesz nyugati partjára, hogy táborát is hátrahagyta, amely az asszír sereg zsákmánya lett. I. e. 738-ig ostromolták az asszírok Arpadot, míg bevették, a következő két hadászati szezonban pedig már Urartuban jártak. I. e. 735-ben már Tuspát ostromolták, bár nem sikerült elfoglalniuk. Erre az időre Szarduri már képtelen volt a délkeleti területeit felügyelni, így a Dijála-völgy népei és Mana is függetlenné vált. Északon az Araksz és az Eufrátesz lett határfolyóvá.
Szarduri néhány éven belül, talán már i. e. 735-ben meghalt. Megérte, hogy az Asszíriával egyenrangú, nagyhatalmi státuszú Urartu elveszítse szinte minden hódítását. Síremléke Tuspa fellegvárában található. Utódja fia, I. Rusza lett, aki igen nehéz helyzetben vette át a trónt.

## Galéria

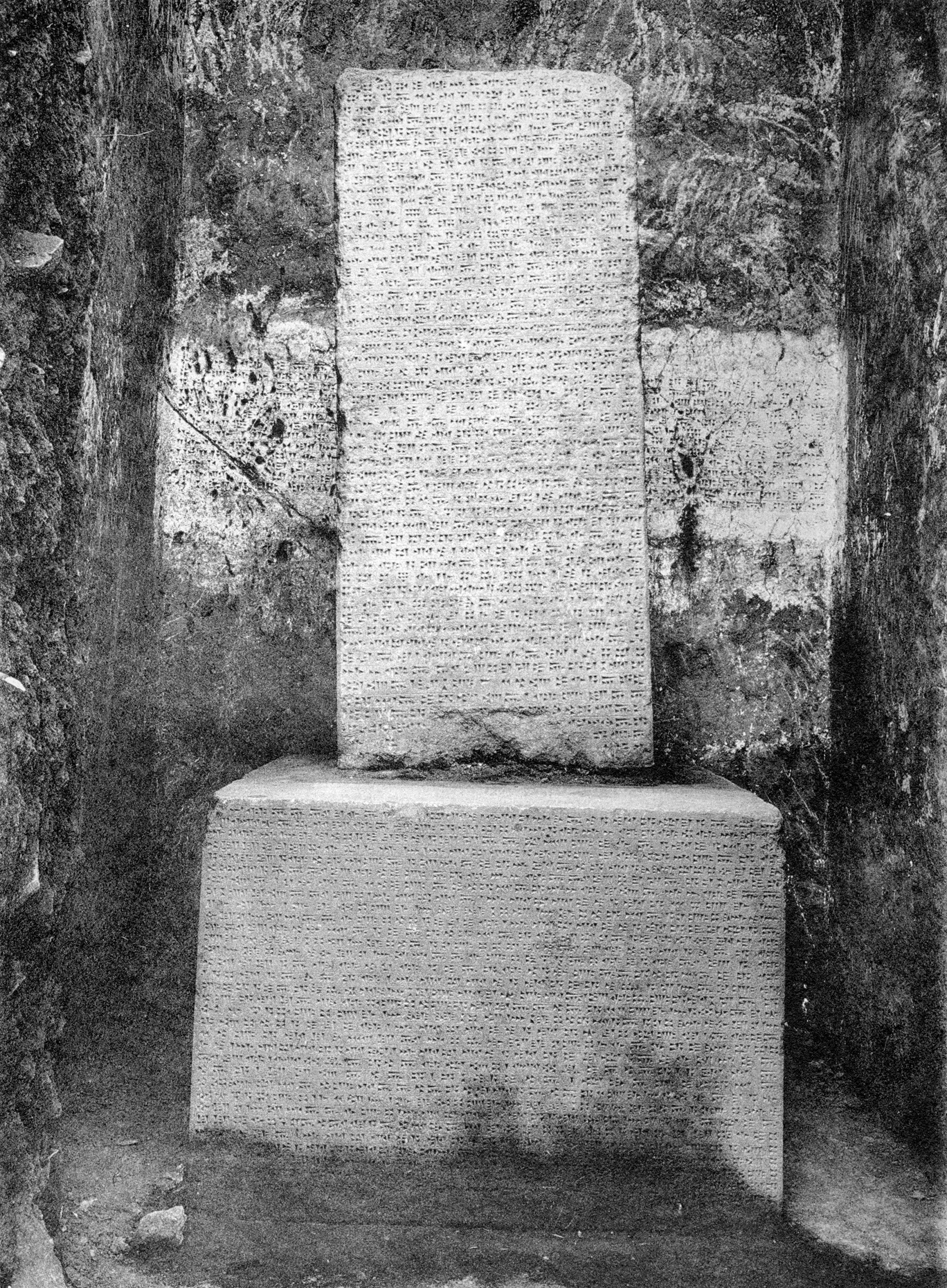
Szarduri évkönyvei (1915)
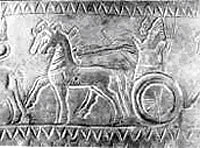
Tegezrészlet Szarduri idejéből
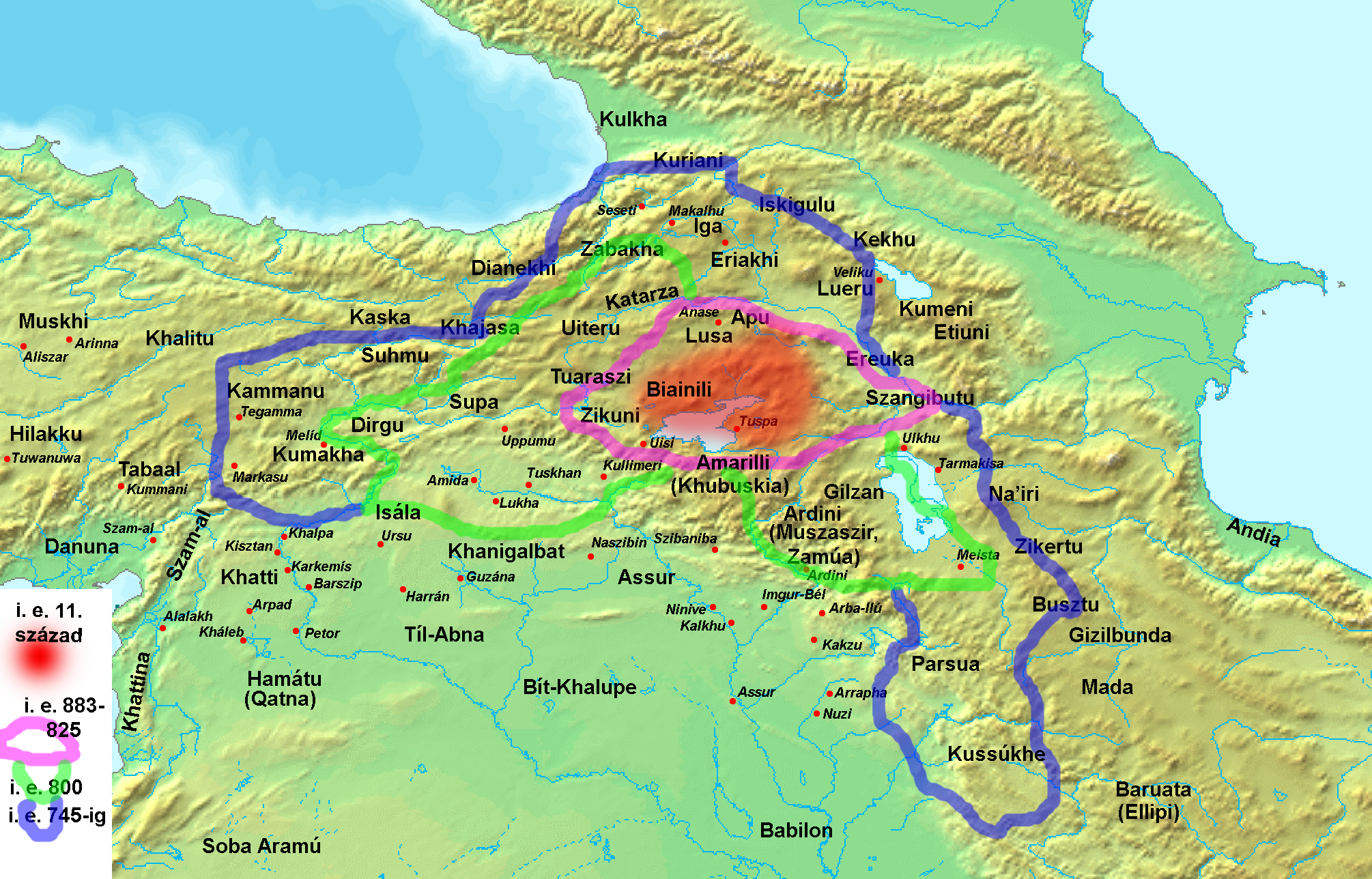
Urartu területváltozásai i. e. 745-ig
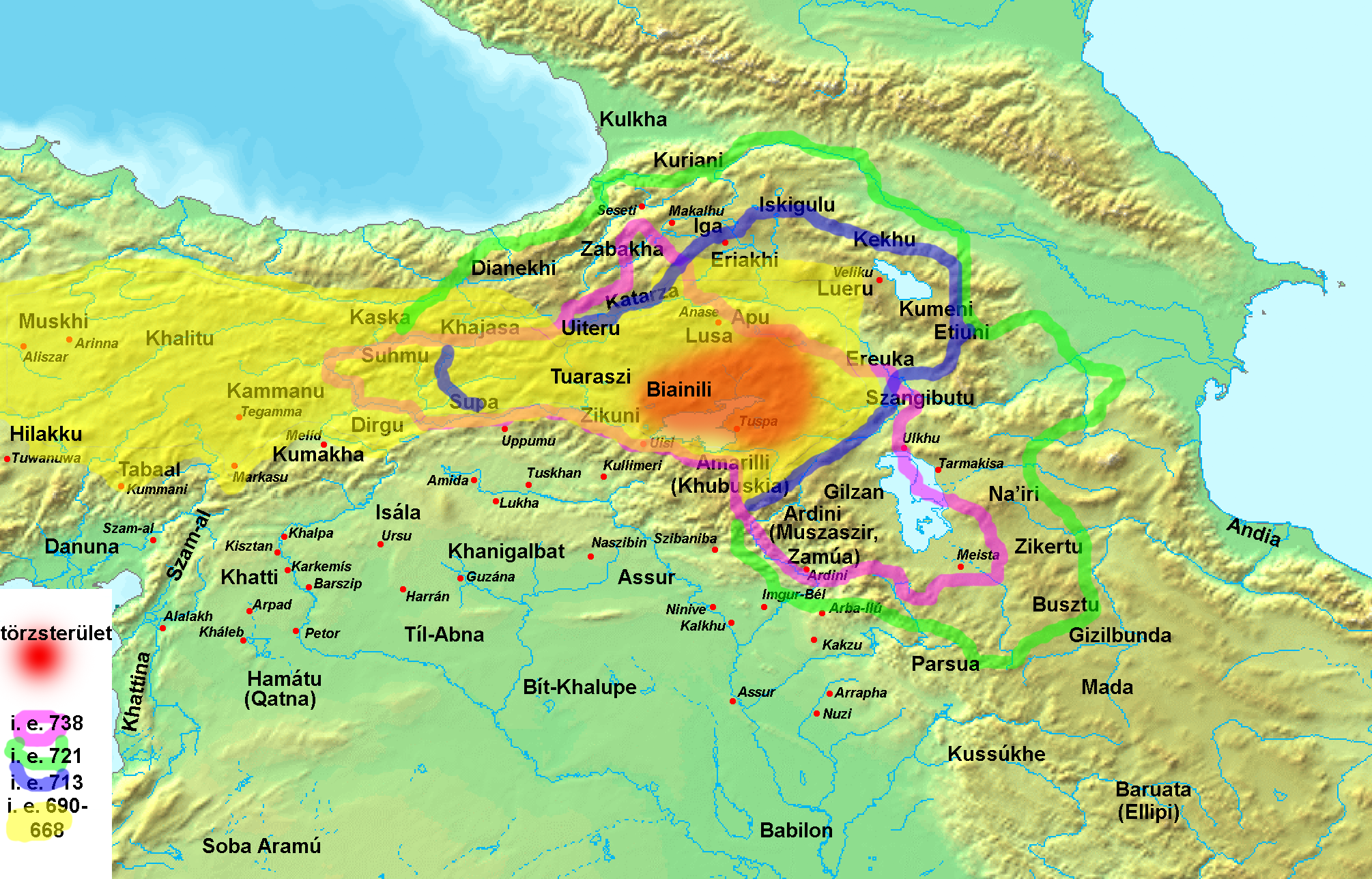
Urartu területváltozásai i. e. 738-tól